# صوان (أثاث)

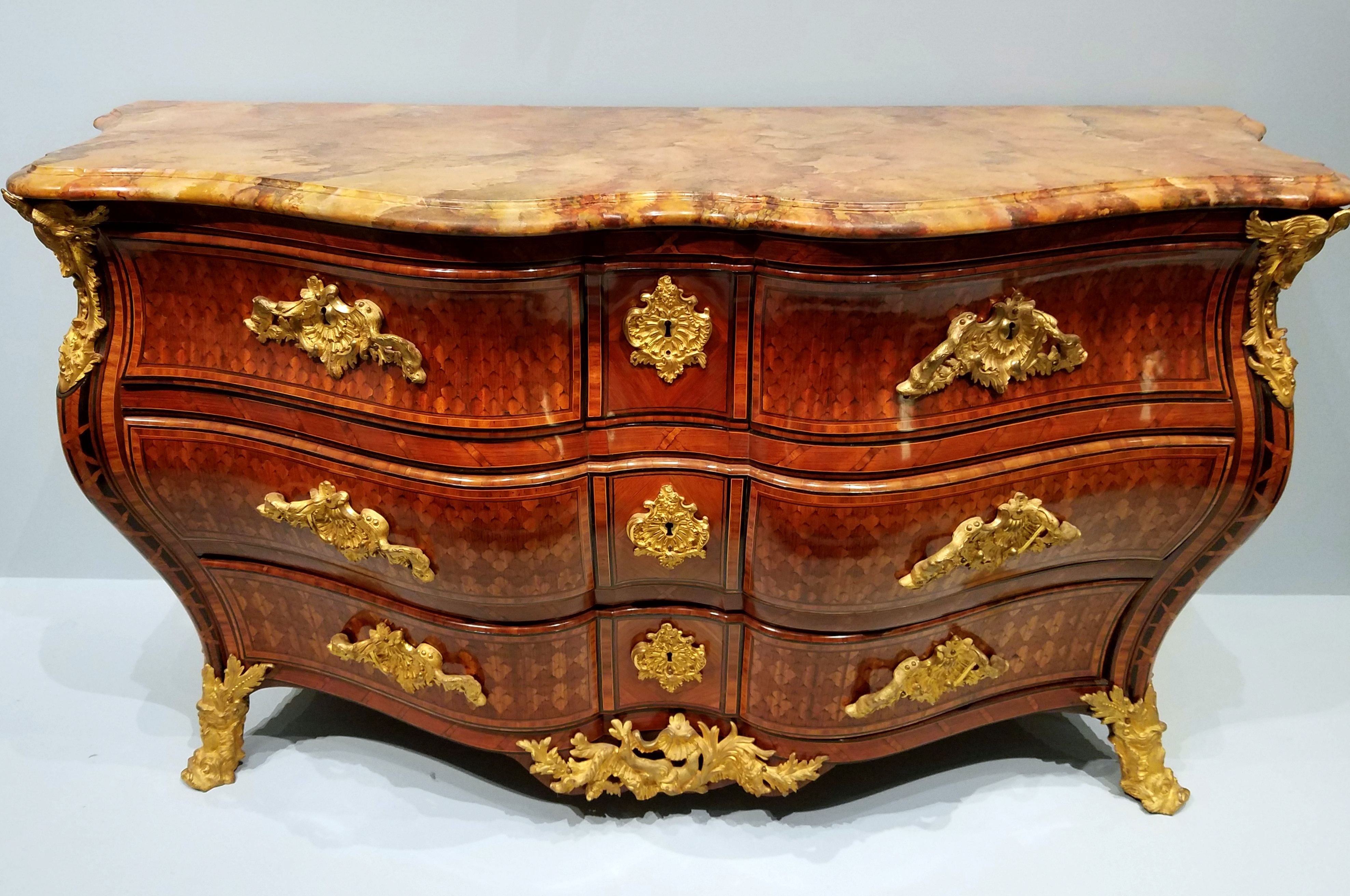
صوان فرنسي نحو عام 1735 مصنوع من خشب البلوط والجوز ذو سطح من رخام في متحف الفنون الجميلة في بوسطن

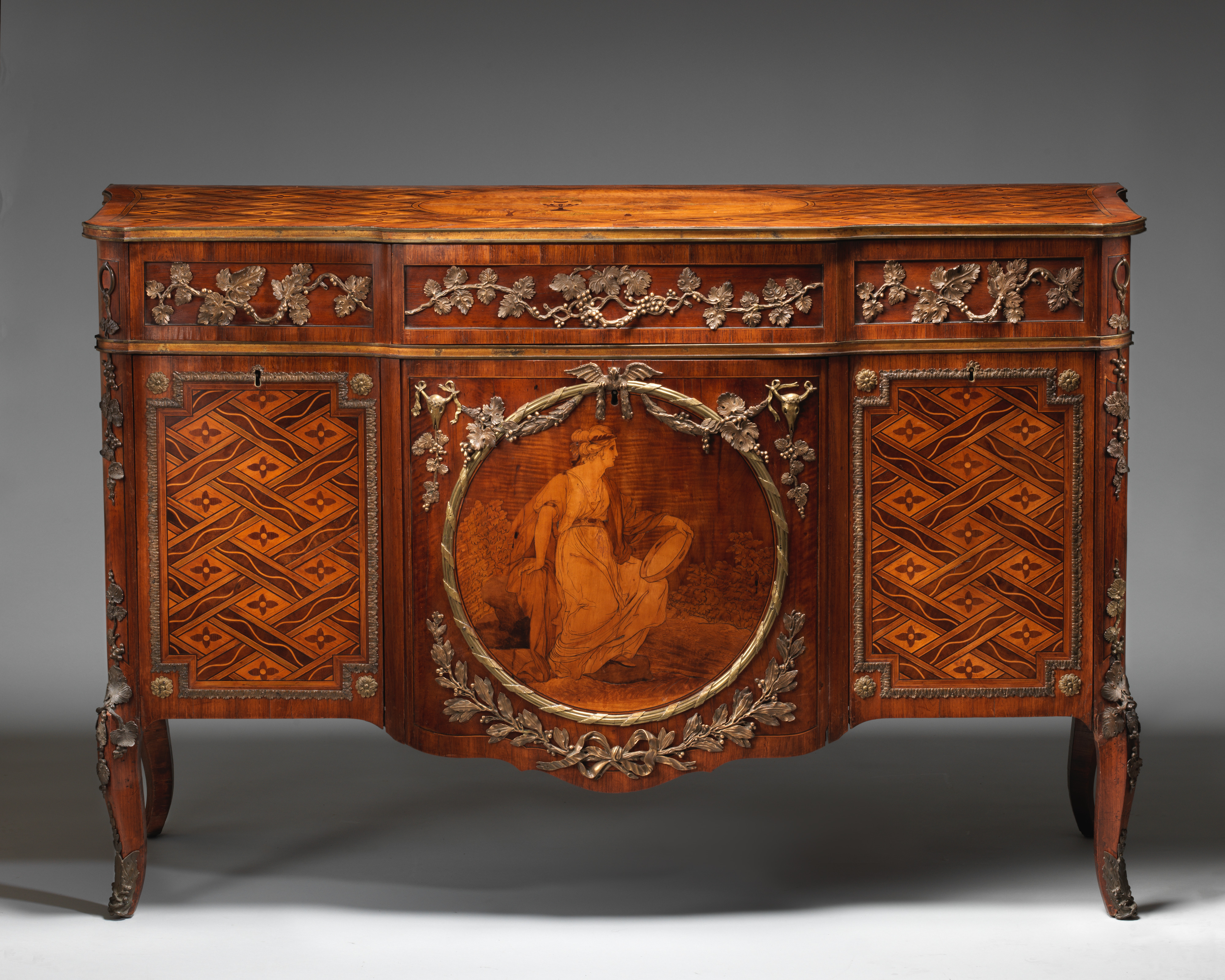
صوان بريطاني نحو عام 1772 متحف متروبوليتان للفنون (مدينة نيويورك)

الصِّوان أو الصَّوان أو الصوانة هي خزانة ذات أدراج تشبه الشيفونية، وتُعرف بالعامية باسم «الكُمَدِينَة».

## طالع أيضًا
- صوان عال
- صوان خفيض